# Circumferència d'Apol·loni

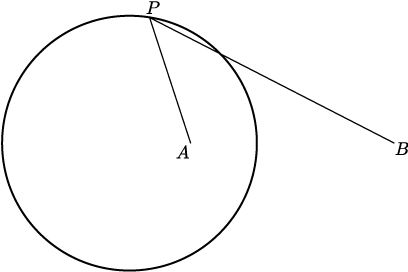
Circumferència d'Apol·loni

La circumferència d'Apol·loni és el lloc geomètric dels punts la raó de distàncies dels quals a dos punts donats és constant. A la figura, per a tots els punts {\displaystyle P} del cercle, la raó {\displaystyle {\frac {AP}{BP}}=k} és constant i la circumferència és el cercle d'Apol·loni dels punts {\displaystyle A} i {\displaystyle B} i la raó {\displaystyle k}.

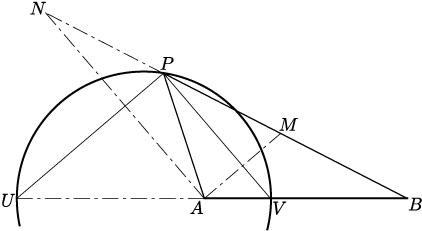
El lloc geomètric és una circumferència

Que el lloc geomètric dels punts, la raó de distàncies dels quals a dos punts donats és constant, és una circumferència es pot demostrar fàcilment: 
Siguin {\displaystyle A} i {\displaystyle B} els dos punts, {\displaystyle U} i {\displaystyle V} dos punts sobre la recta {\displaystyle AB} que fan {\displaystyle {\frac {AU}{BU}}={\frac {AV}{BV}}=k} i {\displaystyle P} un punt fora de la recta {\displaystyle AB} que també fa {\displaystyle {\frac {AP}{BP}}=k}.
Ara considerem els segments {\displaystyle UP} i {\displaystyle VP} i els segments {\displaystyle AM} i {\displaystyle AN} que els són respectivament paral·lels. Segons el teorema de Tales,
{\displaystyle {\frac {AU}{BU}}={\frac {MP}{BP}}\,,\qquad {\frac {AV}{BV}}={\frac {NP}{BP}}}
cosa que, amb les hipòtesis inicials, implica
{\displaystyle k={\frac {AU}{BU}}={\frac {AV}{BV}}={\frac {MP}{BP}}={\frac {NP}{BP}}={\frac {AP}{BP}}}
i, per tant, {\displaystyle MP=NP=AP} i els triangles {\displaystyle APN} i {\displaystyle APM} són isòsceles. En conseqüència,
{\displaystyle {\widehat {ANP}}={\widehat {NAP}}\,,\qquad {\widehat {AMP}}={\widehat {MAP}}}
però
{\displaystyle {\widehat {ANP}}={\widehat {VPB}}\,,\qquad {\widehat {NAP}}={\widehat {APV}}}
i
{\displaystyle {\widehat {AMP}}={\widehat {UPN}}\,,\qquad {\widehat {MAP}}={\widehat {UPA}}}
tot obtenint que
{\displaystyle {\widehat {VPB}}={\widehat {APV}}} i {\displaystyle {\widehat {UPN}}={\widehat {UPA}}}
En conseqüència, els segments {\displaystyle UP} i {\displaystyle VP} són perpendiculars i per tant, el punt {\displaystyle P} és sobre el cercle de diàmetre {\displaystyle UV}, que és el cercle d'Apol·loni del cas.